# Ardipithecus ramidus
Espèce
Ardipithecus ramidus est une espèce éteinte de la famille des hominidés appartenant à la sous-tribu des hominines, également appelée lignée humaine. Il vivait en Afrique de l'Est au Pliocène inférieur, il y a 4,4 millions d'années. Les fossiles attribués à ce taxon ont été trouvés en Éthiopie et au Kenya.
Le nom du genre Ardipithecus provient de la racine ardi, qui veut dire « sur le sol » en langue afar, et de la racine grecque pithecos, signifiant grand singe. Le nom d'espèce ramidus vient de ramid, qui veut dire « racine » en langue afar.

## Historique
En 1992 et 1993, une équipe dirigée par l'américain Timothy White, de l'université de Californie à Berkeley, le japonais Gen Suwa (d), et l'éthiopien Berhane Asfaw découvrit des fossiles d'hominines datés de 4,4 millions d'années à Aramis, dans le Moyen-Awash (région Afar), en Éthiopie. Les inventeurs les attribuèrent en 1994 au genre Australopithecus et créèrent à cette occasion l'espèce Australopithecus ramidus,. Les premiers restes fossiles comprenaient 17 ossements : humérus droit, os du bras gauche, des fragments de dents, un morceau de mandibule et des fragments de deux crânes. Cette région riche en gisements fossilifères très anciens est connue pour avoir livré en 1974 à Hadar le squelette de l'australopithèque Lucy.
Des fossiles supplémentaires furent mis au jour en 1994 par la même équipe, portant les ossements découverts à l'équivalent de 45 % d'un squelette complet. Les caractéristiques propres des fossiles conduisirent les chercheurs à créer en 1995 un nouveau genre, Ardipithecus. À cette époque, Toumaï et Orrorin n’avaient pas encore été découverts. Cela faisait d’Ardipithecus ramidus le plus vieil ancêtre connu de la lignée humaine.
De 1999 à 2003, une équipe dirigée par l'éthiopien Sileshi Semaw découvrit de nouveaux restes fossiles de cette espèce, représentant 9 individus, à Kada Gona, dans le Bas-Awash (région Afar). Parmi les derniers fossiles trouvés, un tibia et un os de la cheville confirmeraient qu'Ardipithecus ramidus était bipède. Ces dernières découvertes furent annoncées en 2005, à Addis-Abeba, par l'éthiopien Yohannes Haile-Selassie et l'américain Bruce Latimer, également directeur du musée d'histoire naturelle de Cleveland (Ohio, États-Unis).
En 2009, une étude détaillée du crâne fossile Ardi a été publiée dans la revue Science par Gen Suwa et Berhane Asfaw.
Selon Tim White, « Cela a pris beaucoup de temps de nettoyer les ossements au Musée national d'Éthiopie, et ensuite de restaurer les squelettes dans leurs dimensions et formes originelles. Il a fallu ensuite les comparer avec d'autres fossiles d'Afrique et d'ailleurs, et également des temps modernes… ».

## Datation
Tous les fossiles de cette espèce sont datés de 4,4 millions d'années, ayant tous été trouvés dans une même couche géologique comprise entre deux strates volcaniques bien datées,.

## Description
En 2009, 110 fossiles appartenant à 36 individus différents avaient été trouvés dans la vallée de l'Awash. Ils comprenaient notamment de nombreuses dents, un fragment de mandibule, un crâne partiel, ainsi que les trois os du bras d'un même individu.
Ardipithecus ramidus semble avoir été plus petit qu'Australopithecus afarensis, qui vécut un million d'années après lui dans la même région. Sa taille serait de 1,20 m, pour un poids pouvant atteindre 40 kg. Sa capacité crânienne est d'environ 350 cm3, comparable à celle du chimpanzé et inférieure à celle d'Australopithecus afarensis.
Caractères ancestraux :
- Les canines sont plus fortes que chez Australopithecus afarensis ;
- Les dents possèdent un émail mince (comme celles des chimpanzés), alors que tous les hominines reconnus comme tels ont un émail dentaire épais ;
- Les os de la main témoignent d'une vie arboricole.

Caractères dérivés :
- Le trou occipital est avancé et bas ;
- Le bassin témoigne de la bipédie ;
- Les molaires ressemblent à celles d’Australopithecus afarensis, sans être aussi larges ;
- La première molaire inférieure (M1) a un tubercule principal réduit qui ne semble pas posséder de facette d'usure provoquée par la canine supérieure ;
- La première prémolaire inférieure (P3) ne possède pas non plus de facette dite « en aiguisoir », due à la canine supérieure, à la différence de celle des chimpanzés ;
- Les canines et premières prémolaires d'Ardipithecus ramidus sont plus petites que celles des chimpanzés ;
- L'anatomie de la main montre qu'il ne pouvait pratiquer ni la locomotion sur les articulations (marche sur les phalanges), ni la suspension dans les arbres.

Caractères mixtes :
- Le squelette du bras et de l'avant-bras mélange des caractères de chimpanzés et d'australopithèques ;
- Le pied a une structure plus rigide que celle des chimpanzés, mais présente un gros orteil opposable qui permet de bien s'accrocher aux branches ;
- L'absence de voûte plantaire montre qu'Ardi ne pouvait pas marcher ou courir sur de longues distances.

Un petit dimorphisme sexuel est observé, mais la différence entre les squelettes mâles et femelles semble minime.

## Analyse
Les chercheurs estiment qu'Ardipithecus ramidus utilisait les deux modes de vie, terrestre bipède et arboricole orthograde.
Ardipithecus ramidus possède de nombreux traits intermédiaires entre les chimpanzés et Australopithecus afarensis, en particulier sa denture, étudiée dès la première découverte. Il pouvait probablement marcher debout mais seulement sur de courtes distances. Il vivait apparemment en zone arborée ou mixte, et non dans la savane, tout comme Orrorin tugenensis, ce qui affaiblit le modèle d'adoption de la bipédie par adaptation à la savane proposé par la théorie de l'East Side Story.

## Classification
Phylogénie des genres actuels et fossiles d'Homininés :
|  | † Australopithecus (Little Foot, Lucy, etc.)                                       |
|  |                                                                                    |
|  | \| \| † Paranthropus (Crâne noir) \| \| \| \| \| \| Homo (les Humains) \| \| \| \| |
|  |                                                                                    |
|  | † Paranthropus (Crâne noir)                                                        |
|  |                                                                                    |
|  | Homo (les Humains)                                                                 |
|  |                                                                                    |

|  | † Paranthropus (Crâne noir) |
|  |                             |
|  | Homo (les Humains)          |
|  |                             |

|  | † Australopithecus (Little Foot, Lucy, etc.)                                       |
|  |                                                                                    |
|  | \| \| † Paranthropus (Crâne noir) \| \| \| \| \| \| Homo (les Humains) \| \| \| \| |
|  |                                                                                    |
|  | † Paranthropus (Crâne noir)                                                        |
|  |                                                                                    |
|  | Homo (les Humains)                                                                 |
|  |                                                                                    |

|  | † Paranthropus (Crâne noir) |
|  |                             |
|  | Homo (les Humains)          |
|  |                             |

|  | † Australopithecus (Little Foot, Lucy, etc.)                                       |
|  |                                                                                    |
|  | \| \| † Paranthropus (Crâne noir) \| \| \| \| \| \| Homo (les Humains) \| \| \| \| |
|  |                                                                                    |
|  | † Paranthropus (Crâne noir)                                                        |
|  |                                                                                    |
|  | Homo (les Humains)                                                                 |
|  |                                                                                    |

|  | † Paranthropus (Crâne noir) |
|  |                             |
|  | Homo (les Humains)          |
|  |                             |

|  | † Australopithecus (Little Foot, Lucy, etc.)                                       |
|  |                                                                                    |
|  | \| \| † Paranthropus (Crâne noir) \| \| \| \| \| \| Homo (les Humains) \| \| \| \| |
|  |                                                                                    |
|  | † Paranthropus (Crâne noir)                                                        |
|  |                                                                                    |
|  | Homo (les Humains)                                                                 |
|  |                                                                                    |

|  | † Paranthropus (Crâne noir) |
|  |                             |
|  | Homo (les Humains)          |
|  |                             |

|  | † Australopithecus (Little Foot, Lucy, etc.)                                       |
|  |                                                                                    |
|  | \| \| † Paranthropus (Crâne noir) \| \| \| \| \| \| Homo (les Humains) \| \| \| \| |
|  |                                                                                    |
|  | † Paranthropus (Crâne noir)                                                        |
|  |                                                                                    |
|  | Homo (les Humains)                                                                 |
|  |                                                                                    |

|  | † Paranthropus (Crâne noir) |
|  |                             |
|  | Homo (les Humains)          |
|  |                             |

|  | † Australopithecus (Little Foot, Lucy, etc.)                                       |
|  |                                                                                    |
|  | \| \| † Paranthropus (Crâne noir) \| \| \| \| \| \| Homo (les Humains) \| \| \| \| |
|  |                                                                                    |
|  | † Paranthropus (Crâne noir)                                                        |
|  |                                                                                    |
|  | Homo (les Humains)                                                                 |
|  |                                                                                    |

|  | † Paranthropus (Crâne noir) |
|  |                             |
|  | Homo (les Humains)          |
|  |                             |

|  | † Australopithecus (Little Foot, Lucy, etc.)                                       |
|  |                                                                                    |
|  | \| \| † Paranthropus (Crâne noir) \| \| \| \| \| \| Homo (les Humains) \| \| \| \| |
|  |                                                                                    |
|  | † Paranthropus (Crâne noir)                                                        |
|  |                                                                                    |
|  | Homo (les Humains)                                                                 |
|  |                                                                                    |

|  | † Paranthropus (Crâne noir) |
|  |                             |
|  | Homo (les Humains)          |
|  |                             |

|  | † Australopithecus (Little Foot, Lucy, etc.)                                       |
|  |                                                                                    |
|  | \| \| † Paranthropus (Crâne noir) \| \| \| \| \| \| Homo (les Humains) \| \| \| \| |
|  |                                                                                    |
|  | † Paranthropus (Crâne noir)                                                        |
|  |                                                                                    |
|  | Homo (les Humains)                                                                 |
|  |                                                                                    |

|  | † Paranthropus (Crâne noir) |
|  |                             |
|  | Homo (les Humains)          |
|  |                             |

|  | † Australopithecus (Little Foot, Lucy, etc.)                                       |
|  |                                                                                    |
|  | \| \| † Paranthropus (Crâne noir) \| \| \| \| \| \| Homo (les Humains) \| \| \| \| |
|  |                                                                                    |
|  | † Paranthropus (Crâne noir)                                                        |
|  |                                                                                    |
|  | Homo (les Humains)                                                                 |
|  |                                                                                    |

|  | † Paranthropus (Crâne noir) |
|  |                             |
|  | Homo (les Humains)          |
|  |                             |

|  | † Australopithecus (Little Foot, Lucy, etc.)                                       |
|  |                                                                                    |
|  | \| \| † Paranthropus (Crâne noir) \| \| \| \| \| \| Homo (les Humains) \| \| \| \| |
|  |                                                                                    |
|  | † Paranthropus (Crâne noir)                                                        |
|  |                                                                                    |
|  | Homo (les Humains)                                                                 |
|  |                                                                                    |

|  | † Paranthropus (Crâne noir) |
|  |                             |
|  | Homo (les Humains)          |
|  |                             |

|  | † Australopithecus (Little Foot, Lucy, etc.)                                       |
|  |                                                                                    |
|  | \| \| † Paranthropus (Crâne noir) \| \| \| \| \| \| Homo (les Humains) \| \| \| \| |
|  |                                                                                    |
|  | † Paranthropus (Crâne noir)                                                        |
|  |                                                                                    |
|  | Homo (les Humains)                                                                 |
|  |                                                                                    |

|  | † Paranthropus (Crâne noir) |
|  |                             |
|  | Homo (les Humains)          |
|  |                             |

|  | † Australopithecus (Little Foot, Lucy, etc.)                                       |
|  |                                                                                    |
|  | \| \| † Paranthropus (Crâne noir) \| \| \| \| \| \| Homo (les Humains) \| \| \| \| |
|  |                                                                                    |
|  | † Paranthropus (Crâne noir)                                                        |
|  |                                                                                    |
|  | Homo (les Humains)                                                                 |
|  |                                                                                    |

|  | † Paranthropus (Crâne noir) |
|  |                             |
|  | Homo (les Humains)          |
|  |                             |

|  | † Australopithecus (Little Foot, Lucy, etc.)                                       |
|  |                                                                                    |
|  | \| \| † Paranthropus (Crâne noir) \| \| \| \| \| \| Homo (les Humains) \| \| \| \| |
|  |                                                                                    |
|  | † Paranthropus (Crâne noir)                                                        |
|  |                                                                                    |
|  | Homo (les Humains)                                                                 |
|  |                                                                                    |

|  | † Paranthropus (Crâne noir) |
|  |                             |
|  | Homo (les Humains)          |
|  |                             |

|  | † Australopithecus (Little Foot, Lucy, etc.)                                       |
|  |                                                                                    |
|  | \| \| † Paranthropus (Crâne noir) \| \| \| \| \| \| Homo (les Humains) \| \| \| \| |
|  |                                                                                    |
|  | † Paranthropus (Crâne noir)                                                        |
|  |                                                                                    |
|  | Homo (les Humains)                                                                 |
|  |                                                                                    |

|  | † Paranthropus (Crâne noir) |
|  |                             |
|  | Homo (les Humains)          |
|  |                             |

|  | † Australopithecus (Little Foot, Lucy, etc.)                                       |
|  |                                                                                    |
|  | \| \| † Paranthropus (Crâne noir) \| \| \| \| \| \| Homo (les Humains) \| \| \| \| |
|  |                                                                                    |
|  | † Paranthropus (Crâne noir)                                                        |
|  |                                                                                    |
|  | Homo (les Humains)                                                                 |
|  |                                                                                    |

|  | † Paranthropus (Crâne noir) |
|  |                             |
|  | Homo (les Humains)          |
|  |                             |

|  | † Australopithecus (Little Foot, Lucy, etc.)                                       |
|  |                                                                                    |
|  | \| \| † Paranthropus (Crâne noir) \| \| \| \| \| \| Homo (les Humains) \| \| \| \| |
|  |                                                                                    |
|  | † Paranthropus (Crâne noir)                                                        |
|  |                                                                                    |
|  | Homo (les Humains)                                                                 |
|  |                                                                                    |

|  | † Paranthropus (Crâne noir) |
|  |                             |
|  | Homo (les Humains)          |
|  |                             |

|  | † Australopithecus (Little Foot, Lucy, etc.)                                       |
|  |                                                                                    |
|  | \| \| † Paranthropus (Crâne noir) \| \| \| \| \| \| Homo (les Humains) \| \| \| \| |
|  |                                                                                    |
|  | † Paranthropus (Crâne noir)                                                        |
|  |                                                                                    |
|  | Homo (les Humains)                                                                 |
|  |                                                                                    |

|  | † Paranthropus (Crâne noir) |
|  |                             |
|  | Homo (les Humains)          |
|  |                             |

|  | † Australopithecus (Little Foot, Lucy, etc.)                                       |
|  |                                                                                    |
|  | \| \| † Paranthropus (Crâne noir) \| \| \| \| \| \| Homo (les Humains) \| \| \| \| |
|  |                                                                                    |
|  | † Paranthropus (Crâne noir)                                                        |
|  |                                                                                    |
|  | Homo (les Humains)                                                                 |
|  |                                                                                    |

|  | † Paranthropus (Crâne noir) |
|  |                             |
|  | Homo (les Humains)          |
|  |                             |

|  | † Australopithecus (Little Foot, Lucy, etc.)                                       |
|  |                                                                                    |
|  | \| \| † Paranthropus (Crâne noir) \| \| \| \| \| \| Homo (les Humains) \| \| \| \| |
|  |                                                                                    |
|  | † Paranthropus (Crâne noir)                                                        |
|  |                                                                                    |
|  | Homo (les Humains)                                                                 |
|  |                                                                                    |

|  | † Paranthropus (Crâne noir) |
|  |                             |
|  | Homo (les Humains)          |
|  |                             |

|  | † Australopithecus (Little Foot, Lucy, etc.)                                       |
|  |                                                                                    |
|  | \| \| † Paranthropus (Crâne noir) \| \| \| \| \| \| Homo (les Humains) \| \| \| \| |
|  |                                                                                    |
|  | † Paranthropus (Crâne noir)                                                        |
|  |                                                                                    |
|  | Homo (les Humains)                                                                 |
|  |                                                                                    |

|  | † Paranthropus (Crâne noir) |
|  |                             |
|  | Homo (les Humains)          |
|  |                             |

|  | † Australopithecus (Little Foot, Lucy, etc.)                                       |
|  |                                                                                    |
|  | \| \| † Paranthropus (Crâne noir) \| \| \| \| \| \| Homo (les Humains) \| \| \| \| |
|  |                                                                                    |
|  | † Paranthropus (Crâne noir)                                                        |
|  |                                                                                    |
|  | Homo (les Humains)                                                                 |
|  |                                                                                    |

|  | † Paranthropus (Crâne noir) |
|  |                             |
|  | Homo (les Humains)          |
|  |                             |

|  | † Australopithecus (Little Foot, Lucy, etc.)                                       |
|  |                                                                                    |
|  | \| \| † Paranthropus (Crâne noir) \| \| \| \| \| \| Homo (les Humains) \| \| \| \| |
|  |                                                                                    |
|  | † Paranthropus (Crâne noir)                                                        |
|  |                                                                                    |
|  | Homo (les Humains)                                                                 |
|  |                                                                                    |

|  | † Paranthropus (Crâne noir) |
|  |                             |
|  | Homo (les Humains)          |
|  |                             |

|  | † Australopithecus (Little Foot, Lucy, etc.)                                       |
|  |                                                                                    |
|  | \| \| † Paranthropus (Crâne noir) \| \| \| \| \| \| Homo (les Humains) \| \| \| \| |
|  |                                                                                    |
|  | † Paranthropus (Crâne noir)                                                        |
|  |                                                                                    |
|  | Homo (les Humains)                                                                 |
|  |                                                                                    |

|  | † Paranthropus (Crâne noir) |
|  |                             |
|  | Homo (les Humains)          |
|  |                             |

|  | † Australopithecus (Little Foot, Lucy, etc.)                                       |
|  |                                                                                    |
|  | \| \| † Paranthropus (Crâne noir) \| \| \| \| \| \| Homo (les Humains) \| \| \| \| |
|  |                                                                                    |
|  | † Paranthropus (Crâne noir)                                                        |
|  |                                                                                    |
|  | Homo (les Humains)                                                                 |
|  |                                                                                    |

|  | † Paranthropus (Crâne noir) |
|  |                             |
|  | Homo (les Humains)          |
|  |                             |

|  | † Australopithecus (Little Foot, Lucy, etc.)                                       |
|  |                                                                                    |
|  | \| \| † Paranthropus (Crâne noir) \| \| \| \| \| \| Homo (les Humains) \| \| \| \| |
|  |                                                                                    |
|  | † Paranthropus (Crâne noir)                                                        |
|  |                                                                                    |
|  | Homo (les Humains)                                                                 |
|  |                                                                                    |

|  | † Paranthropus (Crâne noir) |
|  |                             |
|  | Homo (les Humains)          |
|  |                             |

|  | † Australopithecus (Little Foot, Lucy, etc.)                                       |
|  |                                                                                    |
|  | \| \| † Paranthropus (Crâne noir) \| \| \| \| \| \| Homo (les Humains) \| \| \| \| |
|  |                                                                                    |
|  | † Paranthropus (Crâne noir)                                                        |
|  |                                                                                    |
|  | Homo (les Humains)                                                                 |
|  |                                                                                    |

|  | † Paranthropus (Crâne noir) |
|  |                             |
|  | Homo (les Humains)          |
|  |                             |

|  | † Australopithecus (Little Foot, Lucy, etc.)                                       |
|  |                                                                                    |
|  | \| \| † Paranthropus (Crâne noir) \| \| \| \| \| \| Homo (les Humains) \| \| \| \| |
|  |                                                                                    |
|  | † Paranthropus (Crâne noir)                                                        |
|  |                                                                                    |
|  | Homo (les Humains)                                                                 |
|  |                                                                                    |

|  | † Paranthropus (Crâne noir) |
|  |                             |
|  | Homo (les Humains)          |
|  |                             |

|  | † Australopithecus (Little Foot, Lucy, etc.)                                       |
|  |                                                                                    |
|  | \| \| † Paranthropus (Crâne noir) \| \| \| \| \| \| Homo (les Humains) \| \| \| \| |
|  |                                                                                    |
|  | † Paranthropus (Crâne noir)                                                        |
|  |                                                                                    |
|  | Homo (les Humains)                                                                 |
|  |                                                                                    |

|  | † Paranthropus (Crâne noir) |
|  |                             |
|  | Homo (les Humains)          |
|  |                             |

|  | † Australopithecus (Little Foot, Lucy, etc.)                                       |
|  |                                                                                    |
|  | \| \| † Paranthropus (Crâne noir) \| \| \| \| \| \| Homo (les Humains) \| \| \| \| |
|  |                                                                                    |
|  | † Paranthropus (Crâne noir)                                                        |
|  |                                                                                    |
|  | Homo (les Humains)                                                                 |
|  |                                                                                    |

|  | † Paranthropus (Crâne noir) |
|  |                             |
|  | Homo (les Humains)          |
|  |                             |

|  | † Australopithecus (Little Foot, Lucy, etc.)                                       |
|  |                                                                                    |
|  | \| \| † Paranthropus (Crâne noir) \| \| \| \| \| \| Homo (les Humains) \| \| \| \| |
|  |                                                                                    |
|  | † Paranthropus (Crâne noir)                                                        |
|  |                                                                                    |
|  | Homo (les Humains)                                                                 |
|  |                                                                                    |

|  | † Paranthropus (Crâne noir) |
|  |                             |
|  | Homo (les Humains)          |
|  |                             |

|  | † Australopithecus (Little Foot, Lucy, etc.)                                       |
|  |                                                                                    |
|  | \| \| † Paranthropus (Crâne noir) \| \| \| \| \| \| Homo (les Humains) \| \| \| \| |
|  |                                                                                    |
|  | † Paranthropus (Crâne noir)                                                        |
|  |                                                                                    |
|  | Homo (les Humains)                                                                 |
|  |                                                                                    |

|  | † Paranthropus (Crâne noir) |
|  |                             |
|  | Homo (les Humains)          |
|  |                             |

|  | † Australopithecus (Little Foot, Lucy, etc.)                                       |
|  |                                                                                    |
|  | \| \| † Paranthropus (Crâne noir) \| \| \| \| \| \| Homo (les Humains) \| \| \| \| |
|  |                                                                                    |
|  | † Paranthropus (Crâne noir)                                                        |
|  |                                                                                    |
|  | Homo (les Humains)                                                                 |
|  |                                                                                    |

|  | † Paranthropus (Crâne noir) |
|  |                             |
|  | Homo (les Humains)          |
|  |                             |

Malgré le grand nombre d'ossements fossiles trouvés à ce jour, il subsiste un doute sur la classification du genre Ardipithecus. Pascal Picq et d'autres chercheurs pensent qu'il pourrait appartenir aux Panina (branche des chimpanzés) plutôt qu'aux Hominina. Les chimpanzés ayant probablement largement évolué depuis le dernier ancêtre commun avec la lignée humaine, comparer des Hominina fossiles avec les seuls chimpanzés introduit probablement un biais dans les analyses phylogénétiques.